# Červený Kameň
Červený Kameň é um município da Eslováquia, situado no distrito de Ilava, na região de Trenčín. Tem 32,59 km² de área e sua população em 2018 foi estimada em 678 habitantes.

## Demografia
| Ano:        | 1994 | 2004   | 2014   | 2024   |
| ----------- | ---- | ------ | ------ | ------ |
| Broj ljudi: | 807  | 757    | 689    | 639    |
| Razlika:    |      | -6,19% | -8,98% | -7,25% |

| Ano:               | 2023 | 2024   |
| ------------------ | ---- | ------ |
| Número de pessoas: | 637  | 639    |
| Diferença:         |      | +0,31% |